# Bo Holmström (läkare)
För journalisten med samma namn, se Bo Holmström (1938–2017)
Bo Filip Holmström, född 31 juli 1931 i Sankt Görans församling i Stockholm, död 18 februari 2016 i Danderyd i Stockholms län, var en svensk läkare.
Bo Holmström växte upp på Kungsholmen i Stockholm och var son till avdelningschefen Filip Holmström och Karin Ekström. Efter studentexamen vid Kungsholmens läroverk 1950 följde akademiska studier, efter vilka han blev medicine kandidat 1952 och medicine licentiat 1957.
Han inledde sitt yrkesliv med olika läkarförordnanden. Han verkade vid kirurgiska kliniken vid Serafimerlasarettet 1957–1958, vid neurokirurgiska kliniken 1958–1959, vid obstetrik-gynekologiska avdelningen på Danderyds lasarett 1959, vid ortopediska avdelningen på S:t Görans sjukhus 1960 och sedan åter vid Danderyds lasarett 1961. Han blev överläkare 1973, vid Serafimerlasarettet 1977, men återvände därefter till Danderyds sjukhus.
På S:t Görans sjukhus samarbetade Bo Holmström med kirurgen Björn Snellman och radiologen Bror Brodén vilket formade intresset för kolorektal kirurgi och proktologi. Han blev medicine doktor då han 1969 disputerade vid Karolinska institutet och blev docent i kirurgi samma år. Efter pensioneringen från Danderyds sjukhus 1995 fortsatte han sitt engagemang i forskning och utveckling. Han författade skrifter i kirurgi och patologi samt gav ut flera böcker.
Intresserad av flygmedicin blev han flygläkare av andra graden vid Flygvapnet 1959 och av första graden vid Flygvapnets reserv 1966.
Bo Holmström var från 1954 gift med socionomen Ulla Frykell (1931–2022), dotter till Karl Frykell och Anna Karlsson. De fick tre barn, två döttrar (födda 1958 respektive 1961) samt en son (född 1963). Makarna Holmström är begravda på Danderyds kyrkogård.